# 袂康酸
袂康酸（英語：Meconic acid），在英语中又称为罂粟酸（poppy acid），是在大红罂粟和罂粟等几种罂粟科植物中发现。
袂康酸约占鸦片的5 % ，因此可用作检测鸦片存在的标志。因从罂粟和鸦片中提取得到，袂康酸曾被错误地描述为一种温和的麻醉剂，但它几乎没有生理活性，所以不用于药用。袂康酸最早由弗里德里希·瑟图纳于 1805 年分离出来。

## 化学性质
袂康酸为无色晶体，微溶于水，易溶于酒精。是一种二羧酸。其结构包含两个羧基和一个羰基，与吡喃环相连。袂康酸与氯化铁反应生成红色。其衍生物2—苄基焦袂康酸常作为食品作增香剂和日用香料加香剂使用。